# Kom met je waldhoorn tussen m'n Alpen
Kom met je waldhoorn tussen m'n Alpen (originele titel: Auf der Alm da gibt's koa Sünd) is een Duitse Tiroler seksfilm van Franz Josef Gottlieb uit 1974.

## Verhaal
De geheim agenten Sally en Heiner zijn professor Solo op het spoor, die de formule voor een spectaculaire uitvinding in zijn bezit heeft. Professor Solo vraagt Sandler, de uitbater van een benzinepomp in een idyllisch bergdorp, de microfilm met de formule te verstoppen. Sandler laat de film snel in zijn lederhose verdwijnen. Sally weet niet welke van de dorpsbewoners de film in zijn broek heeft en gaat op onderzoek uit.

## Rolverdeling
| Acteur                | Personage                    |
| --------------------- | ---------------------------- |
| Alena Penz            | Sally                        |
| Alexander Grill       | Josef Sandler                |
| Rinaldo Talamonti     | Tino                         |
| Alexander Miller      | Heiner                       |
| Eva Garden            | Claudia                      |
| Sissy Löwinger        | Anna Sandler                 |
| Gerd Eichen           | Sepp Huber, Wirt             |
| Erhard 'Bimbo' Weller | Emil                         |
| Jürgen Schilling      | Lois                         |
| Walter Feuchtenberg   | Prof. Solo                   |
| Joanna Jung           | Zenzi                        |
| Elisabeth Felchner    | Kuhhirtin                    |
| Hans Terofal          | Xaver, Gendarm               |
| Ulrich Beiger         | Arzt                         |
| Otto Retzer           | Pferdekutscher               |
| Gerry Thiele          | Apotheker                    |
| Heinz Gerstl          | Bursche auf Volksfest        |
| Walter Klinger        | Franz                        |
| Gudrun Velisek        | Frau vom Sittlichkeitsverein |

## Ontvangst
Volgens de SpeelfilmEncyclopedie (1986) was Kom met je waldhoorn tussen m'n Alpen in West-Duitsland en Nederland een kassucces. De encyclopedie waardeert de film met één ster ("zwak") en merkt op dat deze "overwegend bestaat uit seks-ongein en zeer grove kluchtsituaties". Het Lexikon des Internationalen Films spreekt van een "stompzinnige seksklucht". De gemiddelde score op IMDb is 4,4 uit 10.